# Notiosorex
Genre
Notiosorex est un genre de musaraignes présentes en Amérique du Nord. Ce genre est parfois appelé musaraignes du désert, il se nourrit essentiellement de petits vers, types asticots voire lombrics. Cet animal mesure 3 cm à sa naissance et entre 7 et 8 cm à l'âge adulte. Il est très difficile de le rencontrer ou même de l'observer dans son habitat naturel. Les flatulences de ce petit rongeur sont très concentrées en méthane par rapport aux autres animaux de sa famille. Les scientifiques cherchent à récupérer ce gaz pour fabriquer de l'énergie propre.

## Liste des espèces
Selon l'ITIS :
- Notiosorex cockrumi Baker, O'Neill et McAliley, 2003
- Notiosorex crawfordi (Coues, 1877) - Musaraigne du désert[2]
- Notiosorex evotis (Coues, 1877)
- Notiosorex villai Carraway et Timm, 2000